# Méphisto (1930)
Méphisto is een Franse zwart-witfilm uit 1930, geregisseerd door Henri Debain en Georges Vinter en met Janine Ronceray en Jean Gabin in de hoofdrollen. Voor Gabin was zijn rol in Méphisto het begin van een lange en indrukwekkende carrière. De film is gebaseerd op een roman van Arthur Bernède en heeft een speelduur van 164 minuten.

## Rolverdeling
| Acteur               | Personage               |
| -------------------- | ----------------------- |
| Jean Gabin           | Jacques Miral           |
| Rene Navarre         | Prof. Bergmann          |
| Janine Ronceray      | Hilda Bergmann          |
| Vivianne Elder       | Monique Aubray          |
| Lucien Callamand     | Fortune Bidon           |
| Andre Marnay         | Richard                 |
| Helene Cerpse        | La Femme X              |
| Mathilde Alberti     | Madame Palmarede        |
| Alexandre Mihalesco  | Nostradamus             |
| Paul Clerget         | Cornelius               |
| Fernand Godeau       | Eduoard                 |
| France Dehlia        | Fanoche                 |
| Milly Mathis         | klant telegraaf         |
| Jacques Maury        | Willy                   |
| Jean-Marie de L'isle | onderzoekrechter        |
| Louis Zellas         | de mastiff van Bordeaux |